# Canthydrus alluaudi
Canthydrus alluaudi is een keversoort uit de familie diksprietwaterkevers (Noteridae). De wetenschappelijke naam van de soort werd in 1906 gepubliceerd door Maurice Auguste Régimbart.